# 네덜란드 정월
네덜란드 설(일본어: オランダ正月 오란다쇼가쓰(オランダしょうがつ)[*])은 에도 시대 나가사키의 인공섬 데지마에 왕래하던 네덜란드인들이 일본의 설 풍습에 맞춰 벌이던 행사이다. 후에 네덜란드 학문인 난학이 인기를 얻게 되자 난학자 사이에서도 유행했다. 홍모정월이라고도 한다.

## 역사

### 나가사키의 네덜란드 설
원래는 나가사키 데지마의 네덜란드 상관에서 행해지던 일본 재류 네덜란드인의 풍습이다. 네덜란드에서는 기독교력 12월 25일을 성탄절로 기념했는데, 기독교를 믿지 않던 유대인들은 크리스마스 8일 후인 설날을 예수가 할례한 날로 기념했다. 이는 출생 8일째에 남자 아이가 할례를 받고 유대인으로 인정받는 풍습에서 유래한다.
막부의 기독교 금지령(1602년)으로 데지마의 네덜란드인들은 성탄절을 제대로 보내지 못하게 되었다. 그래서 이들은 대신 절기상 크리스마스와 비슷한 동지를 "네덜란드 동짓날"로 삼아 즐기고, 나중에는 일본 설에 맞춰 데지마에 파견 근무 중인 막부 관리, 통사 등을 초대하여 서양 요리를 대접하고 서양식 연회를 열기에 이르렀다. 이것이 네덜란드 설의 기원이다. 이 행사를 처음에 나가사키 사람들은 아란타 설날(阿蘭陀正月)이라고 불렀다. 이후 통사를 비롯한 주변의 일본인들 사이에서도 유행하기 시작했다. 분세이 연간(1818년-1829년)의 《나가사키명승도회》를 보면 소·돼지·오리 등의 고기 요리나 햄, 생선버터조림, 카스테라, 커피 등을 대접하는 모습이 그려져 있다. 그런데 초대 받은 일본 관리들은 음식에 손을 거의 대지 않고 가져갔다고 한다. 이로부터 상관 측이 네덜란드 요리와 별개로 일본 요리도 준비했음을 추측할 수 있다.

### 에도 지란당의 네덜란드 설
에도 시대 중기에 활약한 통사 요시오 고규(고자에몬)는 자택 2층에 네덜란드 가구를 두고 '아란타좌부(阿蘭陀坐敷)'라 불렀고, 정원에서는 네덜란드의 동·식물을 길렀다. 그러자 그의 자택은 금방 나가사키의 명소가 되었다. 요시오 고규는 통사 이외에도 전일본의 많은 난학자에게 스승이었고, 그는 자신의 집에서 이들을 불러 함께 태양력에 맞춘 네덜란드 설을 보냈다. 지도적 위치에 있던 에도의 난학자 오쓰키 겐타쿠(大槻玄沢) 역시 요시오 고규의 네덜란드 설을 경험하고 감명을 받았다고 한다.
데지마 상관장(카피탄)은 정기적으로 에도의 쇼군을 알현하는 것이 의무고, 1794년(간세이 6) 당시 네덜란드 대표인 헤이스베르트 헴미(Gijsbert Hemmij)는 막부를 방문했다. 이때 그를 접견한 난학의 거두, 오쓰기 겐타쿠는 그 해 11월 11일이 서력으로 1795년 1월 1일인 점에 착안하여, 자신이 교바시구 미즈타니정 자택에 세운 난학학원 지란당(芝蘭堂)에 동료 난학자와 네덜란드 문물을 좋아하던 애호가 등을 초대하여 네덜란드 설을 축하했다. 이 모임에는 러시아 표류로 알려진 다이코쿠야 고다유(大黒屋光太夫)도 초대되었다.
이것이 에도 네덜란드 설 풍습의 시작이다. 에도에서의 첫 네덜란드 설은 쓰번의 이치카와 다케야마(市川岳山)가 그린 《지란당신원회도(芝蘭堂新元会圖)》에 담겨 오늘날까지 전해져 내려온다. 참가한 사람들의 찬이 붙어져 있어 당시의 즐거운 연회 분위기를 짐작케 하는데, 서양식 벽화로 장식된 벽과 포크·나이프·와인잔 등이 늘어선 테이블이 그려져 있다. 여기에는 오쓰기 겐타쿠의 스승이자 이미 해체신서의 번역으로 이름이 높던 스기타 겐파쿠, 오쓰기 겐타쿠의 제자인 우타가와 겐즈이, 이나무라 산파쿠 등도 참석했다.
네덜란드 설의 유행 배경에는 8대 쇼군 도쿠가와 요시무네의 양서 수입 완화와 그에 따른 난학 연구의 활성화, 난벽이라는 네덜란드 문화 애호가의 증가 등이 있다. 외래의 문화를 즐기는 난벽이 늘어났으며, 새로운 학문인 난학 또한 점점 인정받게 되었다. 네덜란드 설은 난학자들의 친목을 도모하며, 난학 육성을 꾀하고, 최신의 정보를 교환하는 장으로 작용했으며 이후에도 매년 열리게 된다.
다만 당시 일본의 간세이력(태양태음력)과 서양의 그레고리력 사이에는 차이가 있어 매년 날짜가 일정하지 않았다. 이에 나중에는 편의상 일본 역법으로 동지에 해당하는 날에서 11일째 되는 날을 "네덜란드 설"로 치르는 것이 통례가 되었다. 오쓰키 겐타쿠의 아들인 오쓰키 반리가 죽는 1837년(덴포 8)까지 약 44번 네덜란드 설 행사가 열렸다.
한편 일본에서 네덜란드 설 행사가 열리던 1795년 1월은 네덜란드가 프랑스 혁명군에게 점령되면서 네덜란드가 멸망한 달이다. 멸망과 동시에 프랑스의 위성국인 바타비아 공화국이 건국되었다. 이로써 20년 후인 1815년 네덜란드 연합왕국이 세워질 때까지 네덜란드라는 나라는 존재하지 않게 된다. 즉 난벽의 일본인은 네덜란드 멸망과 동시에 사라진 네덜란드의 설을 축하하기 시작한 것이다.

### 내용주
1. ↑  태양력(그레고리력)에 따른 것
2. ↑  홍모(紅毛)란 네덜란드인을 비롯한 서양인들을 가리키는 명칭 중 하나이다. 유럽인 몸의 털이 붉게 보인데서 비롯되었다. 실제로 오세영 의 역사 소설 《베니스의 개성상인》(장원)을 보면 네덜란드인 홍모라고  지칭한다.
3. ↑  마치야쿠닌(町役人)에 해당하며 데지마오토나(出島乙名)라고 한다.
4. 1 2  通詞(つうじ): 역관
5. ↑  포르투갈식 카스테라가 아닌 케이크의 일종이다.
6. ↑  동지는 태양력으로도 매년 날짜가 거의 변하지 않는다. 그렇기 때문에 태양태음력 계산에도 자주 사용되었다.

### 참조주
1. ↑  片桐一男『出島 異文化交流の舞台』（集英社新書、2000年） ISBN 4-08-720058-2　第三章 「蘭館図」の世界　「オランダ正月」 143-148頁

## 참고문헌
- 森銑三 『新編 おらんだ正月』（冨山房百科文庫（新版）、1978年 ISBN 4572001200／岩波文庫、2003年）
  - 青少年向けの著書。近世日本の科学者・蘭学者列伝。題名はオランダ正月にちなむ。
- 片桐一男 『江戸の蘭方医学事始　阿蘭陀通詞・吉雄幸左衛門 耕牛』（丸善ライブラリー、2000年）
- 金子務 『江戸人物科学史 「もう一つの文明開化」を訪ねて』（中公新書、2005年） ISBN 4-12-101826-5。写真図版多数
- 『国史大辞典』（吉川弘文館）。「オランダ正月」（沼田次郎執筆）

## 같이 보기
- 지란당(일본어판)
- 오쓰키 겐타쿠(일본어판)
- 난벽(일본어판)
- 데지마
- 데지마 상관장
- 네덜란드 상관(일본어판)
- 요시오 고규(일본어판)
- 태음태양력
- 두프 하루마